# آغ‌کند
آغ کند کند یکی از روستاهای استان آذربایجان شرقی است.

## جمعیت
جمعیت این روستا متغیر است بطوریکه که در زمستان جمعیت آن تقریبا ۱۷۰ نفر که شامل خانواده های، اصغری،بخشی پور،بخشی زاده،قلیزاده،جباری،نیک پور،ابراهیم پور و.. میباشد که خاندان بخشی پور  در گذشته بزرگان و ثروتمندان این روستا بوده اند که نمونه بارز آنها حاج سیف الله بخشی پور و حاج اسدالله و حاج روح الله بخشی پور می باشد با روند ساخت و ساز و کوچ معکوس از تهران به این روستا جمعیت این روستا در تابستان به   بالای ۳۸۰ نفر میرسد این روستا سه شهید را در دوران دفاع مقدس به انقلاب اسلامی اهدا نموده است که نام های آنها به ترتیب جمیشد اصغری، اصغر اصغری، و نویدی آذر می باشد.

## طبیعت
این روستا دارای جاذبه های طبیعتی بسیار دیدنی از جمله باغ سیب حاج محسن کوه های بلند بیوک داغ، آغداشدی، خاخودی و چشمه های دیدنی آن از جمله داش بیلاق، سویوق بیلاق می باشد مردم مهمان نواز و دشت های پهناور بسیار دیدنی هست که مسافران زیادی را از سراسر کشور به این منطقه میکشاند.